# Sozialpsychiatrischer Dienst
Sozialpsychiatrische Dienste (abgekürzt SPD oder SPDi) bieten Beratung und Hilfen für Menschen mit (Verdacht auf) Suchterkrankungen, für gerontopsychiatrisch erkrankte Menschen und für Menschen mit psychischen Erkrankungen wie z. B. schizophrenen Störungen, affektiven Störungen, Persönlichkeitsstörungen, posttraumatische Belastungsstörungen usw. Nicht nur die Betroffenen selbst, sondern auch Angehörige, Freunde, Bekannte und Arbeitskollegen können sich an die Sozialpsychiatrischen Dienste wenden.

## Beschreibung
Die Gesetze über Hilfen und Schutzmaßnahmen bei psychischen Erkrankungen (PsychKG) sind in den meisten Bundesländern ähnlich. Die Aufgabendefinition kann darüber hinaus in den Kreisen und kreisfreien Städten unterschiedlich interpretiert werden. Gemeinsam ist allen Diensten die Vorsorge, die Krisenintervention und die Nachsorge (nach stationären Aufenthalten). In einzelnen Kommunen ist die Leistung an einen freien Träger übertragen worden. Hier obliegt der unteren Gesundheitsbehörde die Aufsicht über die ordnungsgemäße Durchführung der Aufgabe. Eine weitere Besonderheit ist die Behandlungsermächtigung mancher Dienste durch die Kassenärztliche Vereinigung (KV). Hier ist es den ärztlichen Mitarbeitern erlaubt, in psychiatrischen Notfällen Medikamente zu verabreichen.
Im PsychKG NRW in § 1 der Anwendungsbereich folgendermaßen definiert:
1. Hilfen für Personen, bei denen Anzeichen einer psychischen Krankheit bestehen, die psychisch erkrankt sind, oder bei denen die Folgen einer psychischen Krankheit fortbestehen.
2. Psychische Krankheiten im Sinne des Gesetzes sind behandlungsbedürftige Psychosen sowie andere behandlungsbedürftige psychische Störungen und Abhängigkeitserkrankungen von vergleichbarer Schwere. Bei allen Hilfen und Maßnahmen muss auf den Willen und die Bedürfnisse der Betroffenen besondere Rücksicht genommen werden.

In den Empfehlungen der Expertenkommission der Bundesregierung zur Reform der Versorgung im psychiatrischen, psychotherapeutisch-psychosomatischen Bereich vom November 1988 sind für Sozialpsychiatrische Dienste bestimmte Aufgaben und Arbeitsweisen formuliert. Zu diesen Aufgaben und Arbeitsweisen zählen im Einzelnen:
- Beratung von Hilfesuchenden, Angehörigen und Personen des sozialen Umfeldes einschließlich betreuender oder behandelnder Institutionen,
- Vorsorgende Hilfen, um bei Beginn der Erkrankung oder Wiedererkrankung und bei sich anbahnenden Konfliktsituationen zu gewährleisten, dass die Betroffenen rechtzeitig ärztlich behandelt und im Zusammenwirken mit der Behandlung geeignete betreuende Einrichtungen in Anspruch genommen werden können,
- Nachgehende Hilfen um den Personen, die aus stationärer psychiatrischer Behandlung entlassen werden, durch individuelle Betreuung, Beratung und Einleitung geeigneter Maßnahmen die Wiedereingliederung in die Gemeinschaft zu erleichtern sowie eine erneute Krankenhausaufnahme zu vermeiden,
- Die regelmäßige Durchführung von ärztlich geleiteten Sprechstunden,
- Die Durchführung von Hausbesuchen, um die Situation in der Wohnung und dem näheren sozialen Umfeld persönlich kennenzulernen, ggf. auch um unmittelbar eingreifen zu können,
- Koordination der Einzelhilfen,
- Zusammenarbeit mit allen Diensten und Einrichtungen der Versorgungsregion, die mit der Betreuung und Behandlung psychisch Gefährdeter, Kranker und Behinderter befasst sind, insbesondere mit den regional zuständigen psychiatrischen Krankenhauseinrichtungen,
- Zusätzliche Hilfeangebote in Form von Gruppenangeboten für einzelne Patienten, Gruppen und Angehörige, Initiierung von Laienhelfer- und Angehörigengruppen, Öffentlichkeitsarbeit, Institutionsberatung

Mit Bezug auf die oben aufgelisteten aufsuchenden Hausbesuche durch den Sozialpsychiatrischen Dienst ist es für diejenigen, die keine solche Besuche wollen, wichtig zu wissen, dass gemäß Art. 13 Grundgesetz über die Unantastbarkeit der eigenen Wohnung niemand den Sozialpsychiatrischen Dienst in seine Wohnung lassen muss. Nur die Polizei darf – und das auch nur bei Gefahr im Verzug – sich Zugang zur Wohnung eines Bürgers verschaffen und gegen seinen Willen die Wohnung betreten. Aufgrund von im Grundgesetz geschützten Rechten ist es dem Sozialpsychiatrischen Dienst auch untersagt, sich durch Täuschung des Wohnungsinhabers Zugang zu seiner Wohnung zu erschleichen oder gewonnene Informationen über die Wohnung eines Psychiatrie-Erfahrenen weiterzuleiten.
Jeder Bürger hat somit Anspruch auf Hilfen und Beratung durch den Sozialpsychiatrischen Dienst, ist aber gesetzlich nicht gezwungen, sie anzunehmen. Für die Betroffenen entstehen keine Kosten. Eine wichtige Zielgruppe sind Menschen, die sonst keine Hilfen bekommen oder diese nicht annehmen. Aufsuchende Hilfen sind somit Schwerpunkt der Arbeit. Die Klienten können Probleme besprechen und sich über Hilfsmöglichkeiten informieren. Weitergehende therapeutische Angebote können vermittelt werden. Die Kontakthäufigkeit zu den hilfsbedürftigen Personen ist unterschiedlich, von einmaligen Kontakten bis hin zur Betreuung über mehrere Jahre. Die Mitarbeiter der Dienste unterliegen der Schweigepflicht.
Die Integration seelisch kranker Menschen in die Gemeinschaft ist für Sozialpsychiatrische Dienste ein wesentliches Ziel. Die Zusammenarbeit mit anderen Institutionen der Region im Rahmen eines gemeindepsychiatrischen Ansatzes ist ein wichtiges Merkmal der Arbeit. Aus der umfassenden Kenntnis der jeweiligen regionalen Versorgungslandschaft ergeben sich darüber hinaus Koordinationsaufgaben.
Die Sozialpsychiatrischen Dienste sind multiprofessionell besetzt. In den meisten arbeiten Fachärzte für Psychiatrie und Psychotherapie gemeinsam mit Dipl.-Sozialarbeitern/-pädagogen. In einigen Diensten arbeiten zusätzlich Krankenpflegekräfte, Ergotherapeuten und Psychologen.
Die Sozialpsychiatrischen Dienste sind Teil des öffentlichen Gesundheitsdienstes, es handelt sich um Pflichtaufgaben der Kreise und kreisfreien Städte. Die Sozialpsychiatrischen Dienste sind in den meisten Fällen den Gesundheitsämtern angegliedert.
In einigen Regionen wurden die konkrete Durchführungen an andere Institutionen ausgelagert, z. B. in Stuttgart oder Bayern.
Auf überörtlicher Ebene gibt es, z. B. in NRW, eine Landesarbeitsgemeinschaft Sozialpsychiatrischer Dienste, in denen fachliche Probleme besprochen und relevante Informationen ausgetauscht werden.